# Marathon van Berlijn 1975
De marathon van Berlijn 1975 werd gelopen op zondag 28 september 1975. Het was de tweede editie van deze marathon. Van de 325 ingeschreven marathonlopers werden er 236 op de finish geregistreerd. In totaal finishten er vier vrouwen. De finish was voor het eerst in het Mommsenstadion. 
De Duitse langeafstandsloper Ralf Bochröder was bij de mannen de sterkste en finishte in 2:47.08. Zijn echtgenote Kristin Bochröder zegevierde bij de vrouwen in 3:59.15.

## Uitslagen

### Mannen
| rang   | naam           | land | tijd    |
| ------ | -------------- | ---- | ------- |
| Goud   | Ralf Bochröder | GER  | 2:47.08 |
| Zilver | Dieter Weiß    | GER  | 2:48.26 |
| Brons  | Hermann Brecht | GER  | 2:50.02 |

### Vrouwen
| rang   | naam              | land | tijd    |
| ------ | ----------------- | ---- | ------- |
| Goud   | Kristin Bochröder | GER  | 3:59.15 |
| Zilver | Elfriede Kayser   | GER  | 4:26.05 |
| Brons  | Astrid Ziezold    | GER  | 4:39.24 |

1974 ·
1975 ·
1976 ·
1977 ·
1978 ·
1979 ·
1980 ·
1981 ·
1982 ·
1983 ·
1984 ·
1985 ·
1986 ·
1987 ·
1988 ·
1989 ·
1990 ·
1991 ·
1992 ·
1993 ·
1994 ·
1995 ·
1996 ·
1997 ·
1998 ·
1999 ·
2000 ·
2001 ·
2002 ·
2003 ·
2004 ·
2005 ·
2006 ·
2007 ·
2008 ·
2009 ·
2010 ·
2011 ·
2012 ·
2013 ·
2014 ·
2015 ·
2016 ·
2017 ·
2018